# Пре-Монівонг (національний парк)
Національний парк Пре-Монівонг — національний парк у південній частині Камбоджі. Головною родзинкою парку є Bokor Hill Station. Один з двох камбоджійських парків, що входять до списку Азійської спадщини ASEAN Heritage Parks.
Відомий також як Phnom Bokor National Park і Bokor National Park.

## Квіти парку

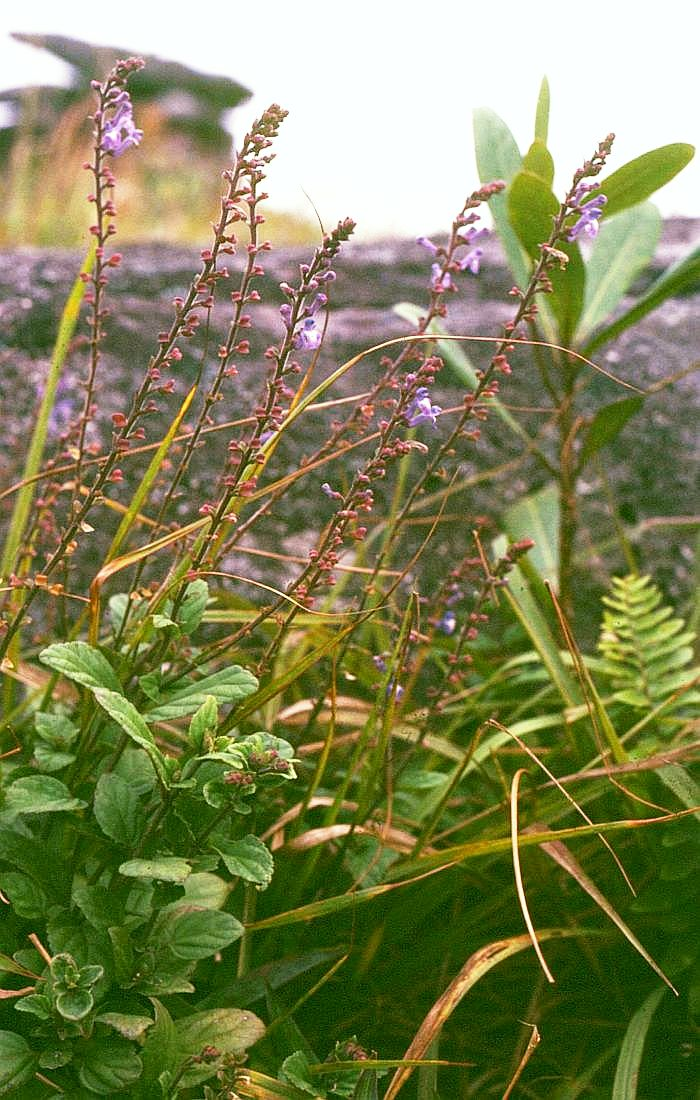
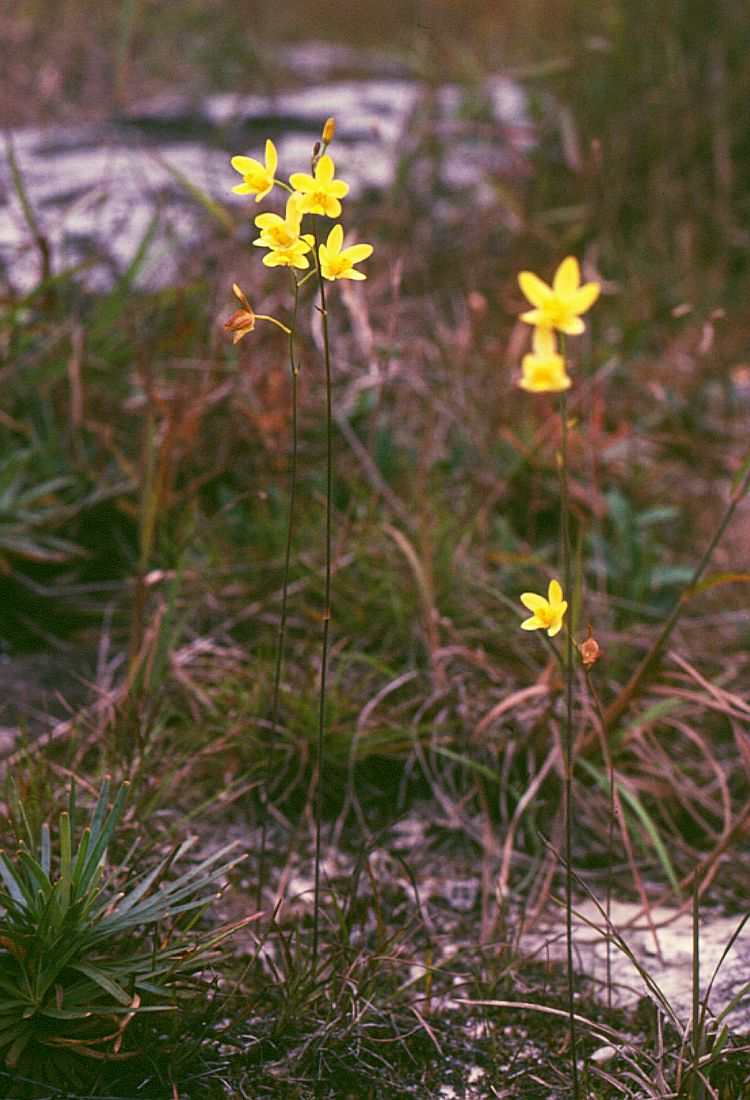
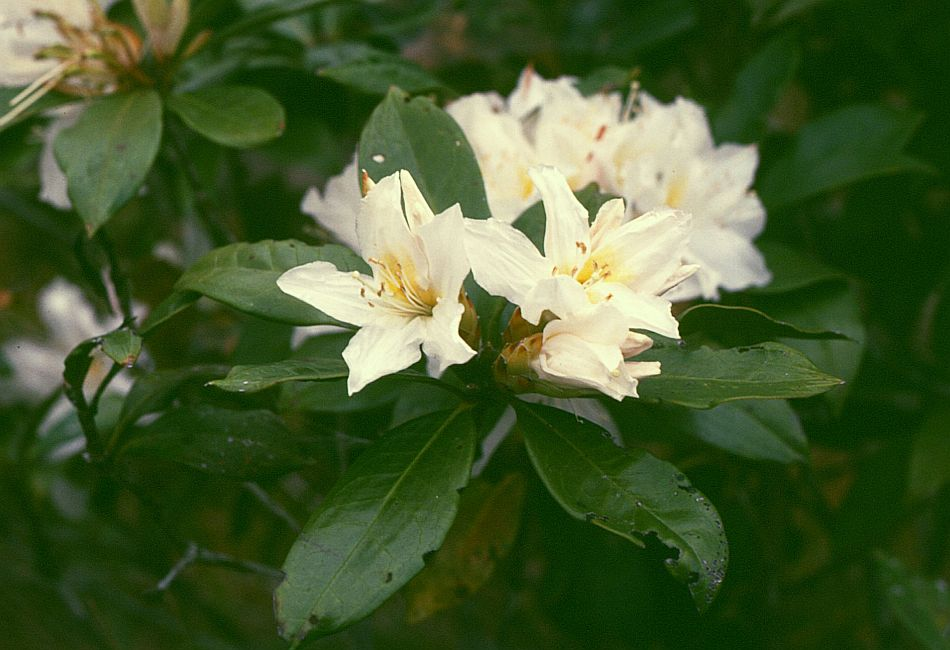
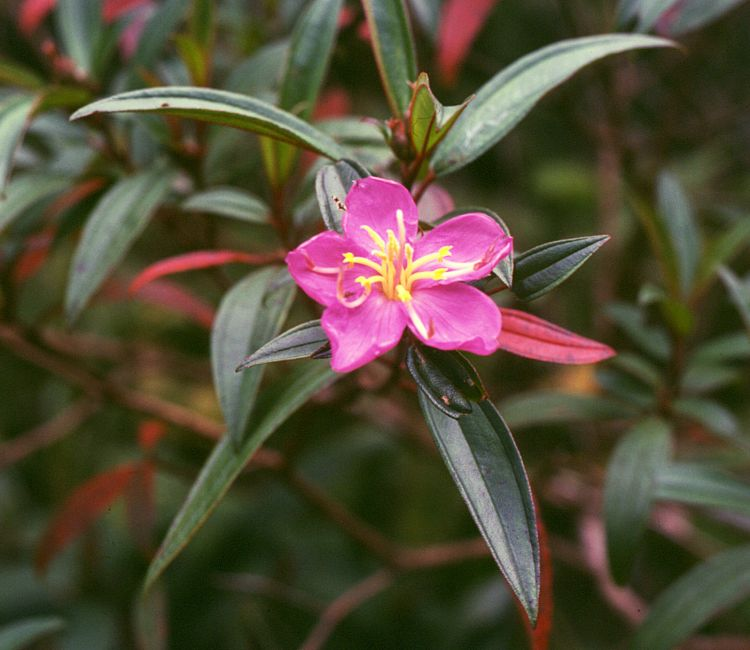
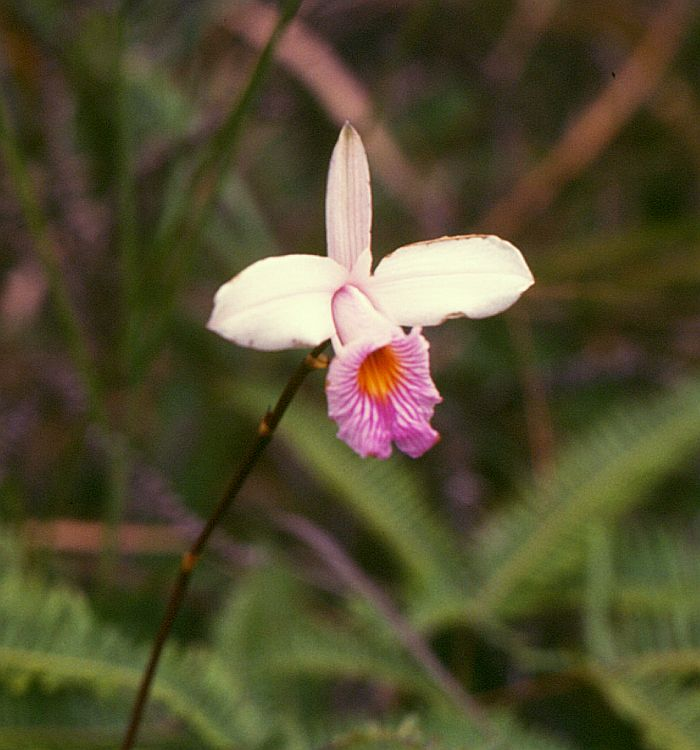